# Сигнал инкапсидации ядра гаммаретровируса

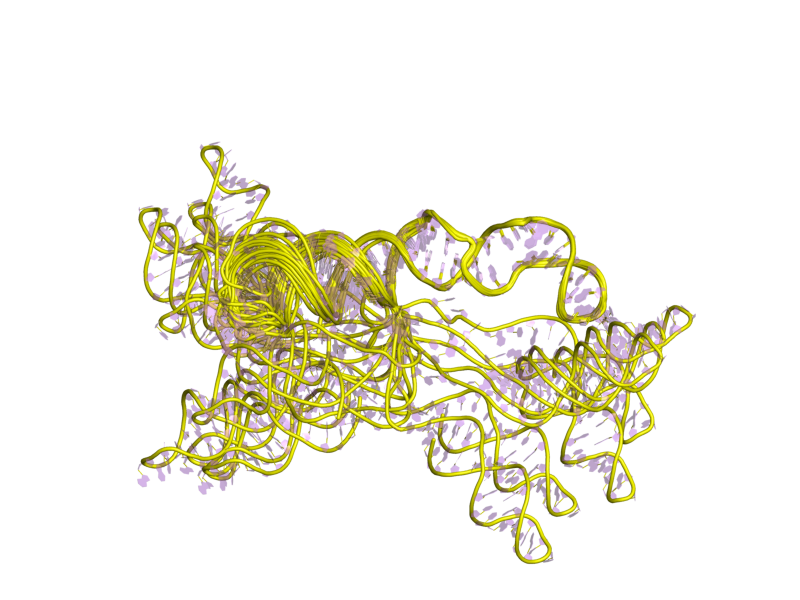
Трехмерное представление сигнала инкапсуляции ядра гаммаретровируса. Это вид структуры ЯМР для сигнала инкапсуляции кора из 101 нуклеотида вируса мышиного лейкоза Молони.

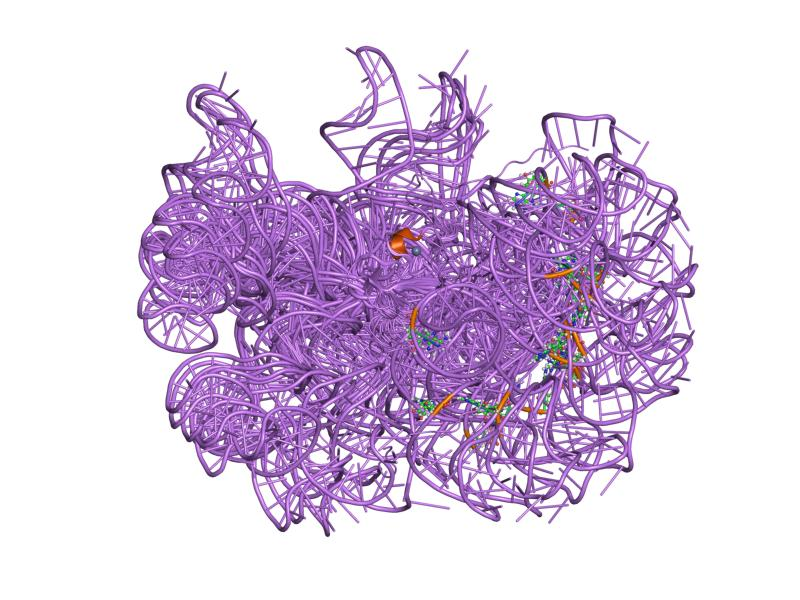
Трехмерное изображение гаммаретровируса. Эта структура показывает упаковку димерного генома вируса лейкемии мышей Молони, частью которого является сигнал инкапсуляции.

Сигнал инкапсуляции ядра гаммаретровируса представляет собой элемент РНК, который необходим для стабильной димеризации и эффективной упаковки генома во время сборки вируса. Предполагается, что димеризация геномов вирусной РНК действует как конформационный переключатель РНК, который обнажает консервативные элементы UCUG и обеспечивает эффективную инкапсуляцию генома. Структура этого элемента состоит из трех шпилек. Две шпильки, называемые SL-C и SL-D, образуют единую коаксиальную удлиненную спираль.

## Использованная литература
1. 1 2  Victoria D'Souza, Anwesha Dey, Dina Habib, Michael F. Summers. NMR Structure of the 101-nucleotide Core Encapsidation Signal of the Moloney Murine Leukemia Virus (англ.) // Journal of Molecular Biology. — 2004-03. — Vol. 337, iss. 2. — P. 427–442. — doi:10.1016/j.jmb.2004.01.037. Архивировано 24 октября 2022 года.
2. 1 2  Victoria D'Souza, Michael F. Summers. Structural basis for packaging the dimeric genome of Moloney murine leukaemia virus (англ.) // Nature. — 2004-09. — Vol. 431, iss. 7008. — P. 586–590. — ISSN 1476-4687 0028-0836, 1476-4687. — doi:10.1038/nature02944. Архивировано 14 сентября 2022 года.